# Tiong Hiew King
Tan Sri Datuk Sir Tiong Hiew King, KBE, (chinesisch 張曉卿 / 张晓卿, Pinyin Zhāng Xiǎoqīng, Jyutping Zoeng1 Hiu2hing1 * 1935 in Sibu, Sarawak) ist ein malaysischer Unternehmer chinesischer Herkunft. Er ist Gründer und Vorsitzender der malaysisch-chinesischen Unternehmensgruppe  Rimbunan Hijau Group (常青集團 / 常青集团) und einer der reichsten Bürger Malaysias. 
Tiong gründete im Jahr 1975 die Rimbunan Hijau Group, ein Holzunternehmen, das in Regenwälder Bauholz gewinnt und verarbeitet. Als Unternehmen der Holzindustrie expandierte die Firma im Laufe der Zeit zum Mischkonzern und ist heute (Stand 2018) größtes Unternehmen des Landes. Das Konzern ist tätig in den Bereichen der Forstwirtschaft (Holzgewinnung und -verarbeitung, Aufforstung), Bauwirtschaft (Immobilien), Medienwirtschaft (Zeitungsverlag, Druckerei), Lebensmittelindustrie (Palmölherstellung, Fischzucht) sowie Versicherungs- und Bankwesen. In den 30 Jahren ihres Bestehens erwirtschaftete die Firma nach Schätzungen von Malaysia Today etwa 200 Mrd. MYR (ca. 42,5 Mrd. EUR, Stand 2004) Gewinn nach Steuern. Die Schätzung erfolgte anhand von Dividendenauszahlungen etc. In der malaysischen Holzindustrie wird traditionell nur ein kleiner Teil der erwirtschafteten Profite versteuert. Meist wird im Rahmen der weit verbreiteten Abgabenhinterziehung weitaus mehr Gewinn als deklariert erwirtschaftet.
Tiong gehören neben Guang Ming Daily (光明日報 / 光明日报) und, seit 1988, Sin Chew Daily (星洲日報 / 星洲日报), ehemals Sin Chew Jit Poh (Malaysia) – zwei der größten Zeitungen des Landes, weitere Zeitungen wie die The National Daily in Papua-Neuguinea und seit 2007 die Ming Pao (明報 / 明报) in Hongkong, welche durch die Fusion der drei Verlagsunternehmen der Zeitungen Sin Chew Jit Poh, Nanyang Siang Pau (南洋商報 / 南洋商报) und Ming Pao das neue Unternehmen Media Chinese International Ltd. (世界華文媒體有限公司 / 世界华文媒体有限公司) entstand und in den Besitz Tiongs gelang. Tiong ist somit der größte chinesischstämmige Medienunternehmer außerhalb Chinas.